# Ayman El Hassouni
Ayman (sinh ngày 2 tháng 7 năm 1994) là một cầu thủ bóng đá người Maroc hiện tại thi đấu cho Wydad Casablanca ở vị trí tiền vệ chạy cánh.